# Раз-Даре
Раз-Даре (перс. رزدره) — село в Ірані, у дегестані Дейламан, у бахші Дейламан, шагрестані Сіяхкаль остану Ґілян. За даними перепису 2006 року, його населення становило 84 особи, що проживали у складі 27 сімей.

## Клімат
Середня річна температура становить 10,03°C, середня максимальна – 25,66°C, а середня мінімальна – -6,92°C. Середня річна кількість опадів – 401 мм.
| Клімат поселення                              | Клімат поселення | Клімат поселення | Клімат поселення | Клімат поселення | Клімат поселення | Клімат поселення | Клімат поселення | Клімат поселення | Клімат поселення | Клімат поселення | Клімат поселення | Клімат поселення | Клімат поселення |
| Показник                                      | Січ.             | Лют.             | Бер.             | Квіт.            | Трав.            | Черв.            | Лип.             | Серп.            | Вер.             | Жовт.            | Лист.            | Груд.            |                  |
| Середній максимум, °C                         | 4,52             | 5,22             | 7,78             | 14,00            | 19,29            | 23,61            | 25,66            | 25,46            | 21,54            | 18,47            | 11,50            | 6,34             |                  |
| Середня температура, °C                       | −1,2             | −0,52            | 2,06             | 8,28             | 13,56            | 17,90            | 20,88            | 20,65            | 16,74            | 13,70            | 6,72             | 1,56             |                  |
| Середній мінімум, °C                          | −6,92            | −6,23            | −3,66            | 2,55             | 7,84             | 12,17            | 16,09            | 15,88            | 11,96            | 8,90             | 1,92             | −3,24            |                  |
| Норма опадів, мм                              | 35               | 37               | 61               | 51               | 36               | 13               | 13               | 11               | 17               | 37               | 43               | 47               |                  |
| Середньомісячна швидкість вітру, м/с          | 2.00             | 2.47             | 2.69             | 2.96             | 2.42             | 2.18             | 2.16             | 2.00             | 1.87             | 1.86             | 2.19             | 1.95             |                  |
| Середньомісячна сонячна радіація, кДж/м²·день | 7635             | 10042            | 12500            | 16621            | 20549            | 23161            | 23209            | 20336            | 17157            | 12355            | 9227             | 7293             |                  |
| --------------------------------------------- | ---------------- | ---------------- | ---------------- | ---------------- | ---------------- | ---------------- | ---------------- | ---------------- | ---------------- | ---------------- | ---------------- | ---------------- | ---------------- |
| Джерело:                                      |                  |                  |                  |                  |                  |                  |                  |                  |                  |                  |                  |                  |                  |